# Adrián Pica
Adrián Hernández Hernández (Alba de Tormes, Salamanca, Castilla y León, 25 de abril de 2002), más conocido como Adrián Pica, es un futbolista español que juega en la demarcación de defensa en el  Club Deportivo Mirandés, cedido por el Club Deportivo Alavés. 

## Biografía
Nacido en Alba de Tormes, Salamanca, Castilla y León, Pica se formó en las categorías inferiores del Salamanca CF UDS, CD Alba de Tormes CF y CD Guijuelo. 
El 21 de marzo de 2021, debutó con el CD Guijuelo en la derrota fuera de casa por 1-0 en la Segunda División B de España ante el Racing de Ferrol.
El 10 de agosto de 2022, Pica firmó por el CD Mirandés y fue asignado a su filial de la Tercera Federación. 
El 12 de julio siguiente regresó a los Chacineros, ahora en Segunda Federación.
El 17 de julio de 2024, Pica fichó por el Deportivo Alavés y inicialmente fue asignado al Deportivo Alavés "B" de la Segunda Federación. Después de pasar la pretemporada con el equipo principal, hizo su debut profesional en la Primera División de España, el 28 de agosto de 2024, en una victoria a domicilio por 2-1 sobre la Real Sociedad.
El 1 de junio de 2025, tras renovar con el CD Alavés hasta el 2028, vuelve a ser cedido al Club Deportivo Mirandés de la Segunda División.

## Clubes
Actualizado al último partido disputado el 3 de agosto de 2025.
| Club                        | País   | Año       | Partidos | Goles |
| --------------------------- | ------ | --------- | -------- | ----- |
| CD Guijuelo                 | España | 2021-2022 | 22       | 1     |
| Club Deportivo Mirandés "B" | España | 2022-2023 | 26       | 1     |
| CD Guijuelo                 | España | 2023-2024 | 35       | 1     |
| Deportivo Alavés "B"        | España | 2024-2025 | 3        | 0     |
| Deportivo Alavés            | España | 2024-2025 | 9        | 0     |
| C.D. Mirandés               | España | 2025-act  |          |       |